# Mỹ Xuân
Mỹ Xuân là một phường thuộc thành phố Phú Mỹ, tỉnh Bà Rịa – Vũng Tàu, Việt Nam.

## Địa lý
Phường Mỹ Xuân nằm ở phía bắc thành phố Phú Mỹ, có vị trí địa lý:
- Phía đông giáp phường Hắc Dịch và xã Tóc Tiên
- Phía tây giáp Thành phố Hồ Chí Minh và tỉnh Đồng Nai qua sông Thị Vải
- Phía nam giáp phường Phú Mỹ
- Phía bắc giáp tỉnh Đồng Nai.

Phường Mỹ Xuân có diện tích 38,93 km², dân số năm 2017 là 32.345 người, mật độ dân số đạt 831 người/km².

## Lịch sử
Trước đây, Mỹ Xuân là một xã thuộc huyện Châu Thành cũ, được thành lập vào ngày 8 tháng 12 năm 1982 trên cơ sở tách một phần diện tích và dân số của xã Phú Mỹ.
Ngày 2 tháng 6 năm 1994, xã Mỹ Xuân trực thuộc huyện Tân Thành mới thành lập.
Ngày 12 tháng 4 năm 2018, Ủy ban Thường vụ Quốc hội ban hành Nghị quyết số 492/NQ-UBTVQH14. Theo đó:
- Thành lập thị xã Phú Mỹ thuộc tỉnh Bà Rịa – Vũng Tàu trên cơ sở toàn bộ huyện Tân Thành.
- Thành lập phường Mỹ Xuân thuộc thị xã Phú Mỹ trên cơ sở toàn bộ 38,93 km² diện tích tự nhiên và 32.345 người của xã Mỹ Xuân.

Ngày 15 tháng 1 năm 2025, Ủy ban Thường vụ Quốc hội ban hành Nghị quyết số 1365/NQ-UBTVQH15 về việc thành lập các phường thuộc thị xã Phú Mỹ và thành lập thành phố Phú Mỹ thuộc tỉnh Bà Rịa – Vũng Tàu (nghị quyết có hiệu lực từ ngày 1 tháng 3 năm 2025). Theo đó, thành lập thành phố Phú Mỹ thuộc tỉnh Bà Rịa – Vũng Tàu trên cơ sở toàn bộ thị xã Phú Mỹ. Phường Mỹ Xuân trực thuộc thành phố Phú Mỹ.